# Handroanthus chrysotrichus
Handroanthus chrysotrichus là một loài thực vật có hoa trong họ Chùm ớt. Loài này được (Mart. ex DC.) Mattos mô tả khoa học đầu tiên năm 1970.